# Perga

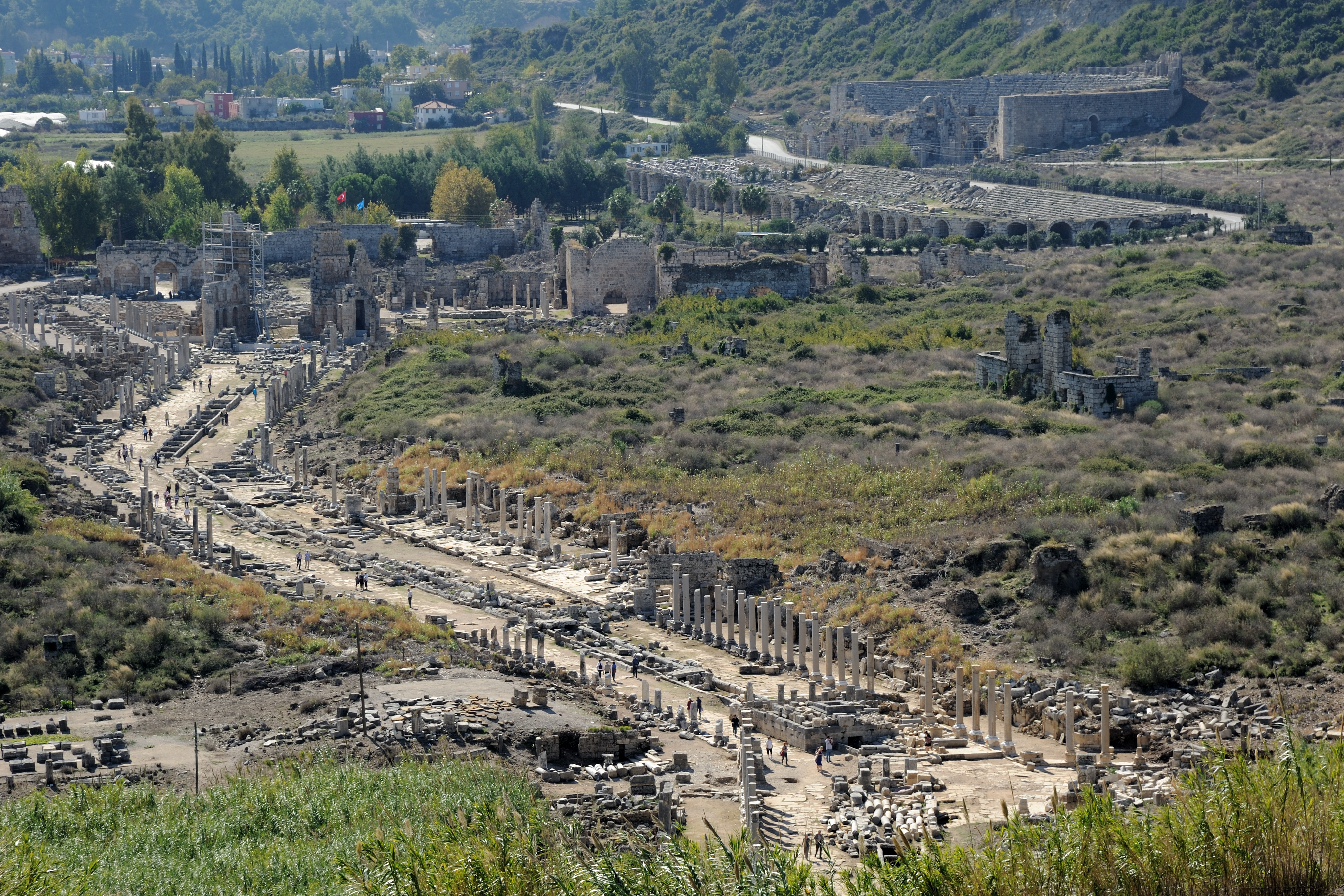
Översikt över Perga

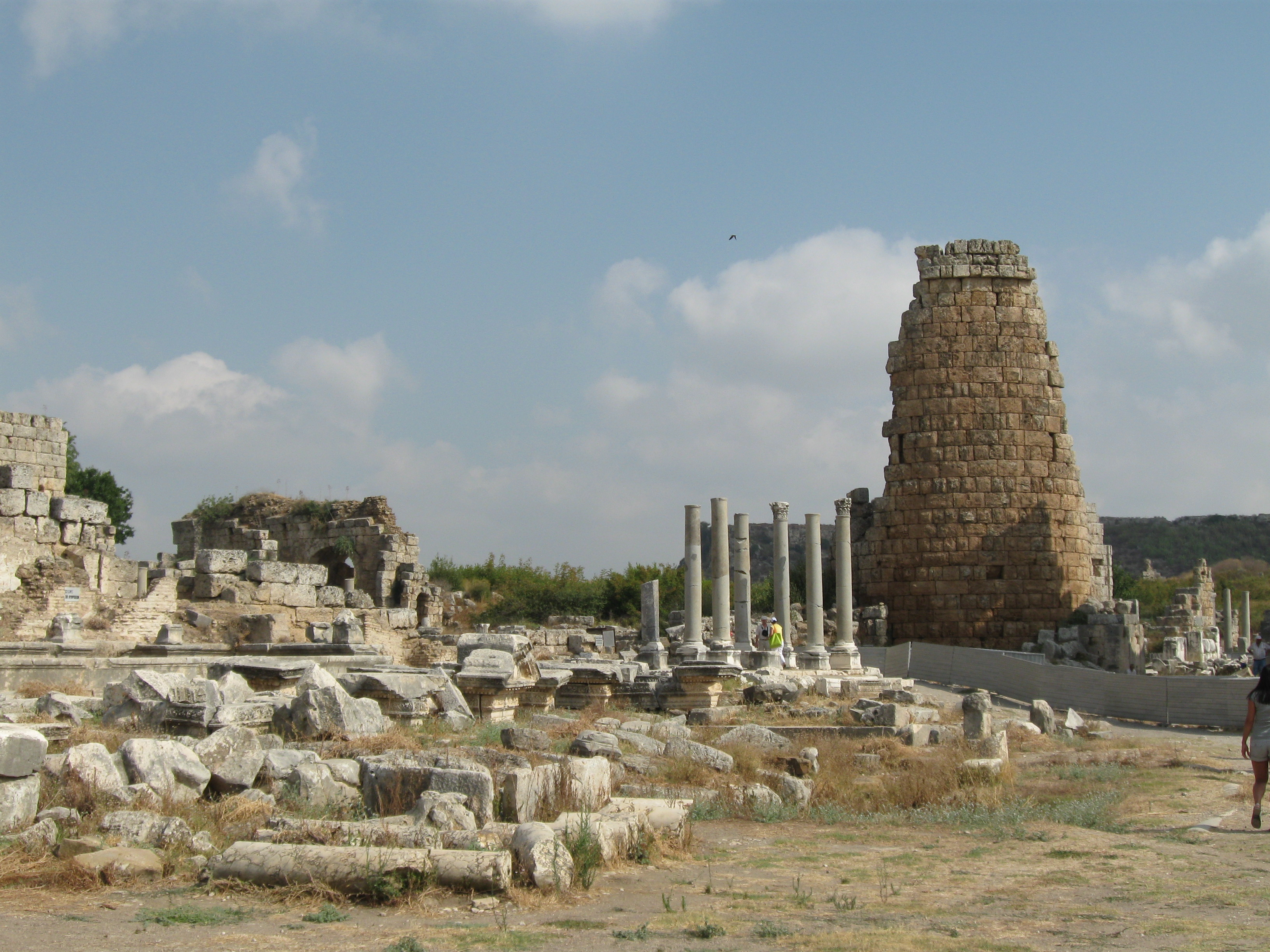

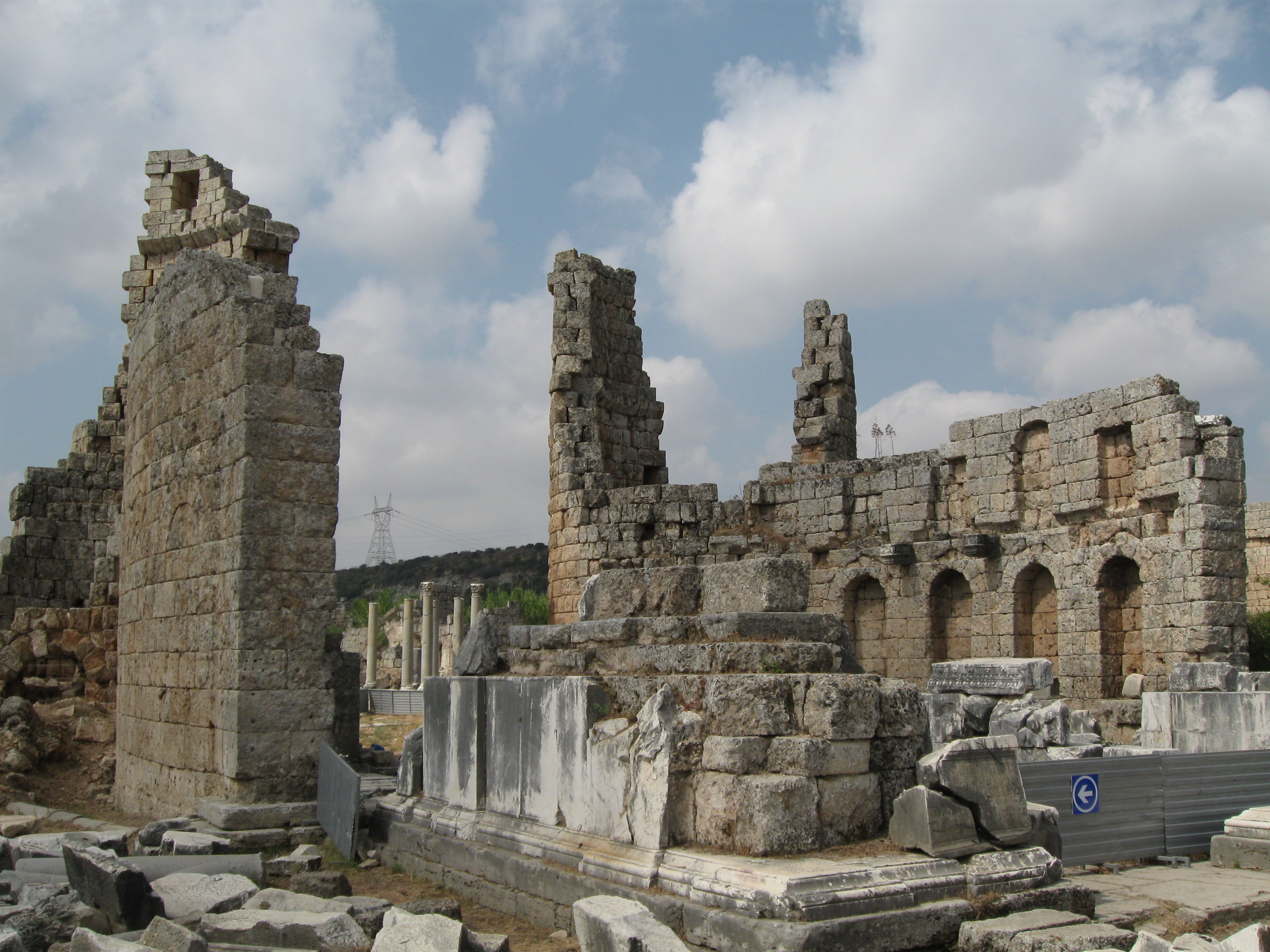

Perga eller Perge var en forntida stad i Pamfylien i nuvarande Turkiet, vid floden Kestros, cirka 11 km från Medelhavet. Den hade ett vittberömt Artemistempel, en stor teater, en palaestra m.m.
Perga var ursprungligen en asiatisk stad, men helleniserades någon gång under det första millenniet f.Kr. Under romersk tid var staden av viss betydelse, och aposteln Paulus besökte staden under sin första missionsresa, tillsammans med Barnabas. Stadens ruiner ligger vid det nuvarande Murtana, nordost om Antalya.